# Битва за Баку (1918)
Би́тва за Баку́ — боевые действия между Кавказской исламской армией под командованием турецкого генерала Нури-паши Киллигиля и вооружёнными формированиями Азербайджанской Демократической Республики, с одной стороны, и вооружёнными формированиями Бакинской коммуны, а позднее — Диктатуры Центрокаспия и поддерживавшего их британского экспедиционного корпуса под командованием генерала Лионеля Денстервиля, с другой, за контроль над городом Баку в 1918 году. В результате боевых действий британские войска и Диктатура Центрокаспия вынуждены были оставить Баку, который стал столицей Азербайджанской Демократической Республики.

## Предыстория
2 (15) ноября 1917 года, спустя неделю после падения Временного правительства в Петрограде, в Баку был сформирован Бакинский совет рабочих, крестьянских и солдатских депутатов (Баксовет), который возглавил большевик Степан Шаумян. В апреле 1918 года Бакинский Совет при поддержке вооружённых отрядов армянской партии «Дашнакцутюн» в результате кровопролитных мартовских событий утвердил свою власть в Баку, после чего был сформирован Совет народных комиссаров, получивший известность в советской историографии как «26 бакинских комиссаров». Для Советской России огромное значение имела бакинская нефть, поэтому перед Шаумяном ставилась задача обеспечить её бесперебойные поставки. При этом российские большевики были готовы поделиться нефтью и с Германией, что не устраивало Великобританию — противника Германии в Первой мировой войне.
При этом, азербайджанские национальные лидеры, изначально выступавшие за автономию в составе России, после мартовских событий стали требовать только независимости и связывать свои надежды с Османской империей. 28 мая 1918 года в Тифлисе была провозглашена Азербайджанская Демократическая Республика. Национальный Совет и кабинет министров АДР вскоре переехали в Елизаветполь, которому 30 июля было возвращено название Гянджа, и город был объявлен временной столицей, до установления контроля над Баку. Для Османской империи развал Кавказского фронта открывал возможности для распространения своего влияния на Закавказье и Центральную Азию, чем решили воспользоваться её лидеры, которые рассматривали восточное Закавказье как часть будущей Туранской империи, в которую также должны были войти Северный Кавказ, северная Персия и Туркестан.
Перспективы турецкой экспансии в регионе вызывали беспокойство в Великобритании, где рассматривали это как потенциальную угрозу своим колониальным владениям в Британской Индии. Согласно секретной англо-французской конвенции, заключённой ещё 23 декабря 1917 года в Париже, Россия была поделена на «зоны действий», при этом английскую составили Дон, Кавказ и Туркестан, то есть практически большая часть Каспийского региона. Особое внимание правительство Великобритании уделяло Баку и Каспию как имеющим «большое военное, политическое и экономическое значение».

## Силы сторон

### Бакинская коммуна
21 декабря 1917 года исполком Бакинского совета принял решение о создании Красной гвардии. Первые её отряды были созданы в Чёрном городе и Балаханах. В феврале 1918 года в отрядах Красной гвардии в Баку насчитывалось уже 3500 человек.
По данным Народного комиссара по военным и морским делам Бакинской коммуны Григория Корганова, вооружённые силы Бакинской коммуны к 22 мая 1918 года состояли из 19 стрелковых батальонов общей численностью до 18 тысяч человек и одной кавалерийской сотни. На вооружении имелось три горные пушки и четыре мортиры. Снарядов было мало, патронов было около 9 миллионов. Кроме того, в процессе формирования находились ещё две кавалерийские сотни. В состав вооружённых сил коммуны входил также небольшой по численности 4-й Московский летучий отряд. По данным английского генерала Денстервиля, численность войск Красной армии составляла около 10 тыс. человек.

### Диктатура Центрокаспия
Большая часть войск Бакинской коммуны впоследствии перешла под начало Диктатуры Центрокаспия. По данным британского подполковника Клаттербака, Баку обороняли 22 русских и армянских батальона общей численностью 9151 штык. По словам Клаттербака, политика делала невозможным единение этих сил ввиду неприязни между русскими и армянами.

### Мусульманский корпус
Первые попытки создания национальных мусульманских вооружённых формирований были предприняты ещё в конце 1917 года. В начале декабря 1917 года штаб Кавказского фронта предложил провести национализацию отдельных частей, в первую очередь — 219-го пехотного запасного полка, дислоцированного в Елизаветполе, на базе которых должен был формироваться Мусульманский корпус. Закавказский комиссариат поддержал это предложение и 18 декабря 1917 года (по другим сведениям — 11 декабря) издал постановление о создании новой армии, включавшей в себя и Мусульманский корпус. Его формирование было начато на следующий день согласно приказу № 155 главнокомандующего войсками Кавказского фронта генерала от инфантерии М. А. Пржевальского. Реализация этого решения, выразившаяся в разоружении старого состава 219-го пехотного полка, привела к первым эксцессам: армяне, которых в этом полку насчитывалось около 2 тыс. человек, не хотели расставаться с оружием, и уж тем более отдавать его мусульманам. Для разоружения специально проводилась ночная операция. В её ходе несколько рот было обезоружено, тогда как остальные ушли в армянскую часть города. Все эти действия вызвали дополнительную панику среди мирного христианского населения, опасаясь резни, оно побежало из Гянджи. В свою очередь мусульмане, наоборот, устремились в город, что привело к многочисленным кровавым столкновениям между ними и армянами. Только к 22 декабря в городе был установлен относительный порядок.
Корпус должен был формироваться на добровольных началах. Командиром Мусульманского корпуса был назначен генерал-лейтенант Али-Ага Шихлинский. Штаб корпуса располагался в Тифлисе. Структура формируемого корпуса была следующей: 1-я и 2-я пехотные дивизии четырёхполкового состава, отдельная кавалерийская бригада трёхполкового состава, 1-я и 2-я артиллерийские бригады, конно-горная батарея, два артиллерийских парка и сапёрный батальон.
Формирование корпуса предполагалось проводить на всей территории Закавказья, в том числе и в Баку. 24 февраля 1918 года в Баку из Тифлиса, с целью формирования первого стрелкового полка, прибыл штаб 1-й мусульманской пехотной дивизии во главе с генералом Талышинским По прибытии в Баку, прямо на вокзале, все чины штаба были арестованы большевиками. Вскоре, однако, под давлением возмущённой мусульманской общественности, офицеры-мусульмане были освобождены, но находились под жёстким контролем большевистских властей. Русские офицеры штаба продолжали содержаться под арестом, на них оказывалось давление с целью принудить их перейти на службу в формируемые воинские части Бакинского совета. Полковнику Константину Коноплёву — единственному офицеру штаба дивизии, чудом избежавшему ареста, удалось встретиться с генералом Талышинским. По приказу командира дивизии он с большим трудом добрался в Тифлис, где доложил о произошедшем командиру Мусульманского корпуса генералу Шихлинскому. В результате приказом по Мусульманскому корпусу от 11 марта 1918 года штаб 1-й пехотной дивизии был переведён в Шамаху, где ему в дальнейшем предстояло сформировать первый стрелковый полк. Приказом также были определены пункты формирования других частей корпуса (Елизаветполь, Куба, Нахичевань, Агдам, Ленкорань и др.).
Формирование Мусульманского корпуса осложнялось, однако, отсутствием офицерского состава, особенно офицеров-мусульман (русские офицеры составляли 65 % командного состава). Практически не было и рядового состава. Из воспоминаний бывшего командира корпуса генерал-лейтенанта А. Шихлинского:
Мы не имели достаточного числа офицеров, говорящих на азербайджанском языке, а будущий контингент солдат совершенно не понимал русского языка. У нас не было ни одного унтер-офицера, ни одного солдата старой службы, с которого могли бы брать пример новые контингенты…
Мусульманский корпус был сформирован к концу апреля 1918 года, при этом полностью были сформированы только штаб корпуса и штабы двух пехотных дивизий при незначительном числе личного состава. Начальником штаба корпуса стал генерал-майор Евгений Меньчуков, командиром первой пехотной дивизии — генерал-майор Талышинский, второй пехотной дивизии — генерал-майор Ибрагим-ага Усубов. 26 июня постановлением Совета Министров Азербайджанской Республики Мусульманский корпус был переименован в Отдельный Азербайджанский корпус.

### Азербайджанская Демократическая Республика

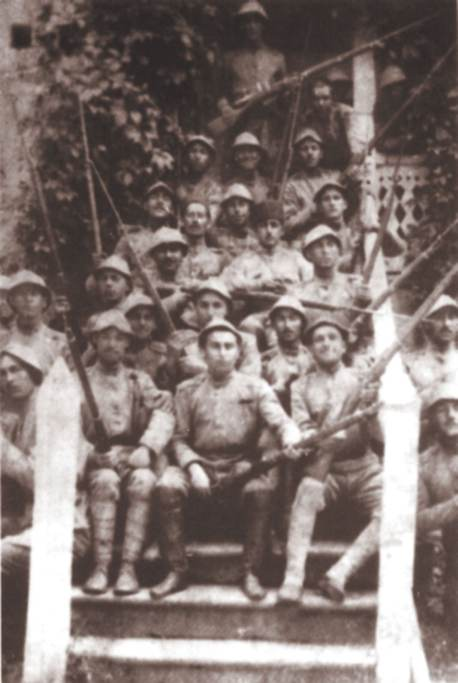
Солдаты армии АДР в Баку. 1919 год

По данным Е. Ф. Лудшувейта, вооружённые силы АДР на конец мая 1918 года состояли из Татарского и Шекинского конных полков неполного состава, двух стрелковых рот (600 штыков), частично из бывших турецких военнопленных, и 250 офицеров, предназначавшихся в качестве командного состава для будущих азербайджанских формирований. Кроме того, имелось шесть горных 76-мм орудий и одна четырёхорудийная полевая батарея. По свидетельству турецкого генерала Нури-паши, численность вооружённых сил АДР была крайне невелика, причём офицеров было больше, чем рядовых. По его словам, Мусульманский корпус насчитывал всего 1000 человек, причём половину из них составляли бывшие турецкие военнопленные.

### Кавказская исламская армия
По данным Тадеуша Светоховского, численность Кавказской исламской армии составляла от 16 до 18 тыс., из которых турецкие военнослужащие составляли лишь треть, а остальные были в основном азербайджанскими ополченцами, которым недоставало военной подготовки. По данным генерала Денстервиля, Кавказская исламская армия насчитывала в своих рядах около 12 тыс., из которых половина была военнослужащими регулярной турецкой армии, а другая половина состояла из мусульман Южного Кавказа. Кроме того, по словам Денстервиля, в рядах Кавказской исламской армии было много русских офицеров, которые присоединились к ней в целях борьбы с большевиками и недопущения занятия Баку германскими войсками.

## Начало наступательных операций

### Предшествующие события

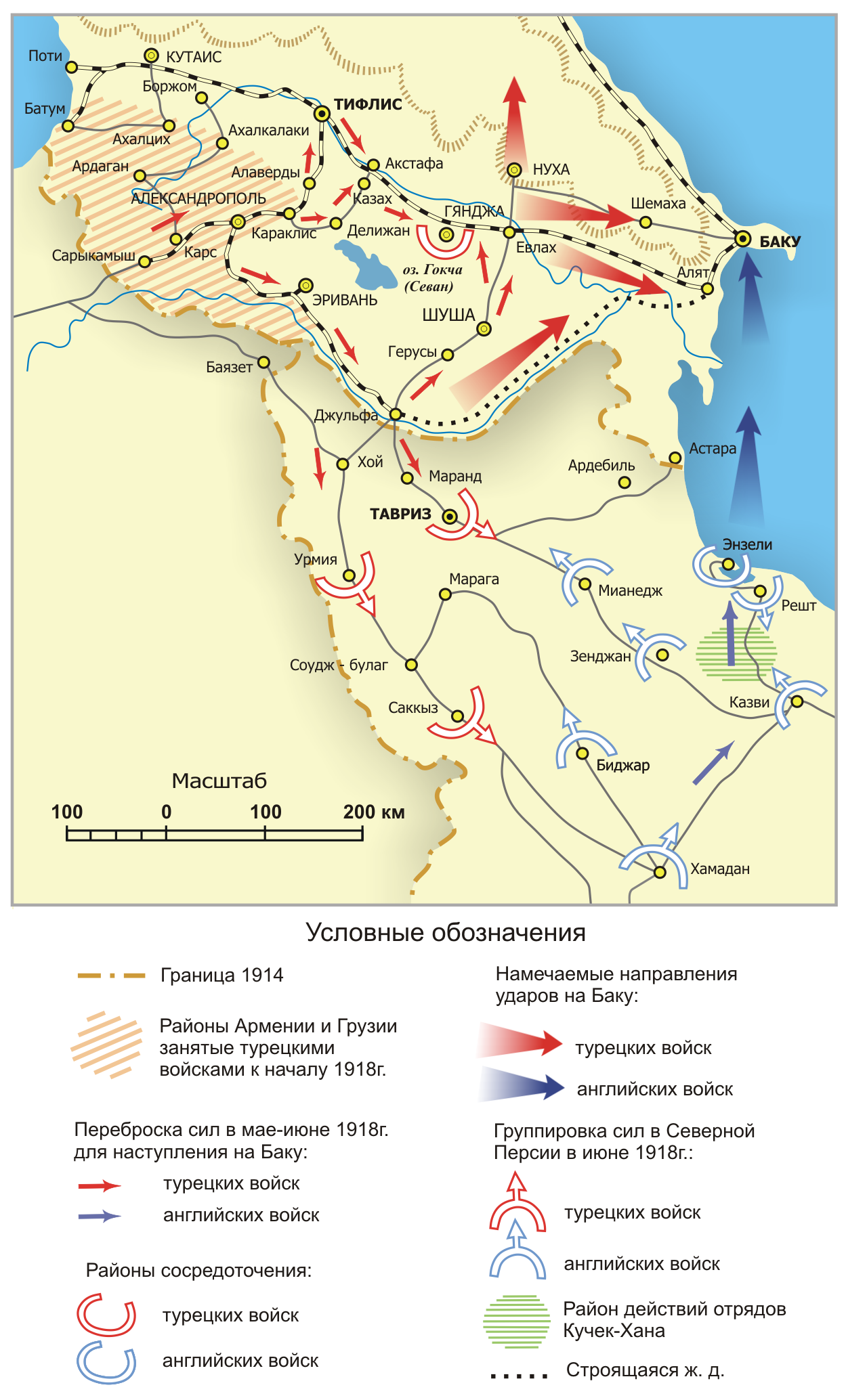
Наступательные действия турецких и английских войск в Закавказье, 1918 г.

В начале декабря 1917 года турецкое командование ввиду проходивших в то время в Бресте-Литовске мирных переговоров между Советской Россией и Центральными державами предложило Закавказскому комиссариату заключить перемирие на Кавказском фронте. Соглашение о перемирии было подписано 5 декабря 1917 года в Эрзинджанe.
В середине января 1918 года турецкий командующий от имени Энвера-паши предложил Закавказскому комиссариату начать переговоры о заключении мира — турки рассчитывали, заключив выгодный сепаратный мирный договор, поставить участников переговоров в Бресте-Литовске перед свершившимся фактом. Разложение Кавказской армии и массовый уход с фронта частей и подразделений русской армии заставили Закавказский комиссариат согласиться на это предложение. Одновременно турецкие войска, нарушив условия перемирия под предлогом защиты мирного мусульманского населения, перешли 12 февраля 1918 года в наступление. К этому времени русские войска в большинстве своём были уже эвакуированы и их место заняли малочисленные и плохо подготовленные армянские части. Фронт был прорван и турецкие войска начали продвигаться в Закавказье. В этой ситуации Закавказский комиссариат 19 февраля поспешил ещё раз подтвердить своё согласие на переговоры, предложив в качестве места их проведения Трапезунд.
3 марта 1918 года Советская Россия подписала Брестский мир, по которому, в частности, российские войска выводились не только из оккупированных ими в ходе Первой мировой войны восточных вилайетов Турции, но и из Карсской и Батумской областей, отошедших России в результате Русско-турецкой войны 1877—1878 годов. 11 марта пал Эрзерум. В апреле части VI турецкого армейского корпуса (командующий Якуб Шевки-паша) перешли русско-турецкую границу 1914 года. 5 апреля турки заняли Сарыкамыш, отбросив части Армянского корпуса генерала Назарбекова к Карсу. На юге части IV турецкого корпуса 7 апреля заняли Ван. На приморском направлении турецкие войска подошли к Батуму.
Руководство операцией по взятию Баку было возложено турецким командованием на Нури-пашу, который 4 мая прибыл в Тебриз, а оттуда с группой офицеров — в турецкие части, действовавшие в направлении Улуханлы — Казах. Здесь ему была придана 5-я Кавказская дивизия (командир Мюрсель-паша), которая продвигалась в направлении Казах — Акстафа. По прибытии дивизии в Елизаветполь (Гянджу), на её базе планировалось сформировать Кавказскую исламскую армию под командованием Нури-паши. С правого фланга, со стороны Джульфы и Тебриза, Кавказскую исламскую армию должны были поддерживать части I армейского корпуса (командующий Кязым Карабекир).
25 мая 1918 года передовые части 5-й Кавказской дивизии вступили в Елизаветполь (Гянджу). В тот же день из Евлаха туда прибыл Нури-паша с группой офицеров (будущим штабом) и приступил к формированию Кавказской исламской армии. 28 мая была провозглашена независимость Азербайджана, а уже 4 июня делегация АДР в Батуме подписала договор о дружбе и сотрудничестве с Османской империей, согласно которому Османская империя обязывалась «оказывать помощь вооружённой силой правительству Азербайджанской Республики, если таковая потребуется для обеспечения порядка и безопасности в стране». Турецкое командование заявило, что «сотни тысяч тюрков и мусульман терпят в Баку и окрестностях кровавое ярмо безжалостных бандитов, так называемых революционеров».

### Начало активных боевых действий
6 июня 1918 года народный комиссар по военным и морским делам Бакинского СНК Григорий Корганов отдал войскам Бакинской коммуны приказ о наступлении на Елизаветполь (Гянджу).
Части Кавказской Красной армии (общей численностью до 13 тыс. чел) 10 июня 1918 года выступили из района Аджикабула по направлению к Елизаветполю, продвигаясь вдоль Закавказской железной дороги. 12 июня они с боем взяли станцию и село Кюрдамир, через неделю — достигли селения Карамарьям. Бакинский Совнарком отправил телеграмму председателю СНК РСФСР В. И. Ленину:

Настроение в наших войсках бодрое, порядок образцовый, наши армия и флот будут героически отстаивать Советскую власть.

Большая часть солдат и практически все командиры являлись армянами, поддерживавшими партию Дашнакцутюн или являвшимися её членами (дашнакцаканами). Одним из командиров Красной Армии был дашнак Амазасп, который принимал участие в партизанской войне против турок и для которого мусульманин был врагом уже только потому, что он мусульманин По признанию одного из армянских большевиков, своими реквизициями, презрительным обращением и беспричинными расстрелами, мотивировавшимися только национальной ненавистью к мусульманам, армянские командиры Красной Армии создавали негативное отношение к Советской власти, поэтому в этих условиях предпринятое наступление на Гянджу было ошибкой.
16 июня правительство АДР переехало из Тифлиса в Гянджу, а спустя три дня постановлением правительства на территории Азербайджана было введено военное положение. Национальный совет Азербайджана обратился за военной помощью к Турции, которая задействовала в этих целях Кавказскую исламскую армию под командованием Нури-паши, в состав которой вместе с прибывшими 5-й Кавказской и 15-й Чанахгалинской турецкими дивизиями вошёл Мусульманский корпус, сформированный правительством АДР.
После трёхдневных боёв (в течение 16 — 18 июня 1918 года) у Карамарьяма части Кавказской исламской армии были вынуждены отступить к Геокчаю, потеряв до 1 тыс. человек убитыми и ранеными — турецкое командование не ожидало такого сопротивления и таких потерь. К концу месяца турецкое командование перебросило к Гяндже дополнительно до 15 тыс. аскеров.
В боях под Геокчаем 27 июня — 1 июля 1918 года части Кавказской исламской армии разбили 1-й Кавказский корпус Красной армии, части которого отступили под Карамарьям. Инициатива полностью перешла к Кавказской исламской армии. 2 июля советские части оставили Ахсу, 10 июля, после трёхдневных боёв, — Кюрдамир, 14 июля — станцию Керар и продолжали отходить вдоль железной дороги. Протяжённость фронта стала стремительно расти, растягивая потрёпанные части бакинской Красной армии. Уже в июле бои шли на трёх направлениях — Шемахинском, Сельдиском и центральном — Кюрдамирском. На левом и правом флангах фронта наступали в основном турецкие части, а в центре к ним была добавлена пятитысячная группировка местных мусульманских войск под командованием полковника Г.Салимова, будущего заместителя начальника Генерального штаба Азербайджана. Измотанные боями красноармейцы не могли долго обороняться и начали отступать по всему фронту вслед за побежавшими дашнакскими отрядами. Линия фронта стала быстро приближаться к Баку.
Правительство Советской России пыталось убедить Германию остановить наступление турецких войск. Из телеграммы Ленина Сталину:
Сегодня, 30 июня, получено сообщение от Иоффе из Берлина, что Кюльман имел предварительный разговор с Иоффе. Из этого разговора видно, что немцы согласны принудить турок прекратить военные операции дальше брестской границы, установивши нам точную демаркационную линию. Обещают не пускать турок в Баку, но желают получать нефть. Иоффе ответил, что мы будем строго придерживаться Бреста, но вполне согласны с принципом давать, чтобы получать. Обратите сугубое внимание на это сообщение и постарайтесь передать его Шаумяну поскорее, ибо теперь есть серьёзнейшие шансы удержать Баку. Часть нефти, конечно, мы дадим.

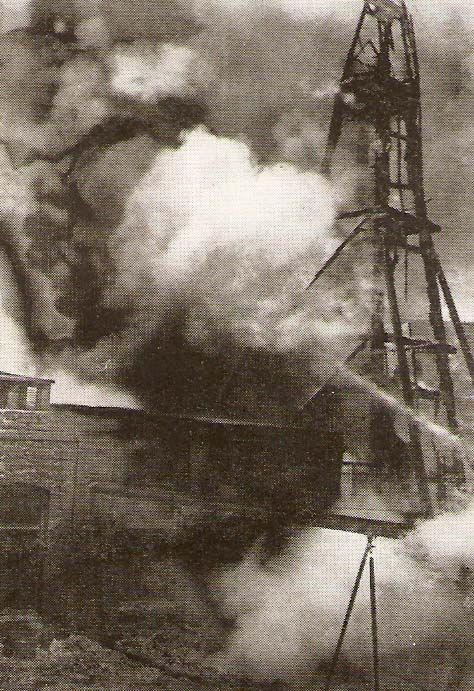
Нефтяная установка в Баку, обстрелянная во время боёв. 1918 г.

Сталин исполнил указание Ленина, отметив в письме Шаумяну 8 июля, что «немцы, соглашаясь оставить за нами Баку, просят уделить некоторое количество нефти за эквивалент. Мы эту „просьбу“, конечно, можем удовлетворить». Германский генконсул в Тифлисе Фридрих фон Шуленбург отмечал:
«Представляется сомнительным, чтобы туркам вообще удалось взять Баку; вероятно — и это было бы желательно — они потерпят там от большевиков основательное поражение. Если мы полюбовно договоримся с большевиками, то нефтяные источники Баку и тамошние запасы попали бы в наши руки в целости и сохранности. Если последние, вопреки ожиданиям, будут вынуждены покинуть город, то они подожгут весь Баку и тем самым ни турки, ни мы не сможем воспользоваться запасами нефти».
Договорённости между большевиками и германским правительством были юридически оформлены. 27 августа 1918 года между РСФСР и Германией был подписан добавочный договор к Брест-Литовскому мирному соглашению, статья 14 которого гласила:
Германия не окажет поддержки никакой третьей державе при возможных на Кавказе вне пределов Грузии или округов, упомянутых в абзаце 3-м статьи IV мирного договора, военных операциях. Она окажет своё воздействие, чтобы на Кавказе боевые силы третьей державы не перешли следующей линии; Кура от устья до селения Петропавловское, затем по границе Шемахинского уезда до селения Агриоба, затем по прямой линии до точки, на которой сходятся границы Бакинского, Шемахинского и Кубинского уездов, затем по северной границе Бакинского уезда до моря.

Россия по мере сил будет содействовать добыче нефти и нефтяных продуктов в Бакинской области и предоставит Германии четвёртую часть добытого количества, однако ежемесячно не менее определённого числа тонн, которое будет ещё условленно;.
Однако убедившись, что у Германии нет реальных возможностей повлиять на ситуацию в регионе, турецкое командование продолжило наступление на Баку. Пытаясь спасти положение, большевики приняли предложение о помощи со стороны бывшего царского офицера войскового старшины Терского казачьего войска Лазаря Бичерахова, который ещё в начале 1918 года сформировал в Персии небольшой отряд (около тысячи человек), состоявший на службе у англичан. Бакинскому совнаркому было известно, что Бичерахов находится в тесном контакте с англичанами. Поэтому согласившись включить его отряд в состав Кавказской Красной армии, совнарком поставил Бичерахову ряд условий, в том числе отправка на фронт не через Баку, а через ст. Алят. 5 июля отряд Бичерахова морем прибыл в Алят, а 7 июля был направлен на фронт. Бичерахову было поручено командование войсками на правом фланге. Командование же войсками в центре и на левом фланге осталось за Коргановым. В тот же день начались бои за Кюрдамир, продолжавшиеся три дня и закончившиеся поражением войск Бакинского совета.

## Смена власти в Баку

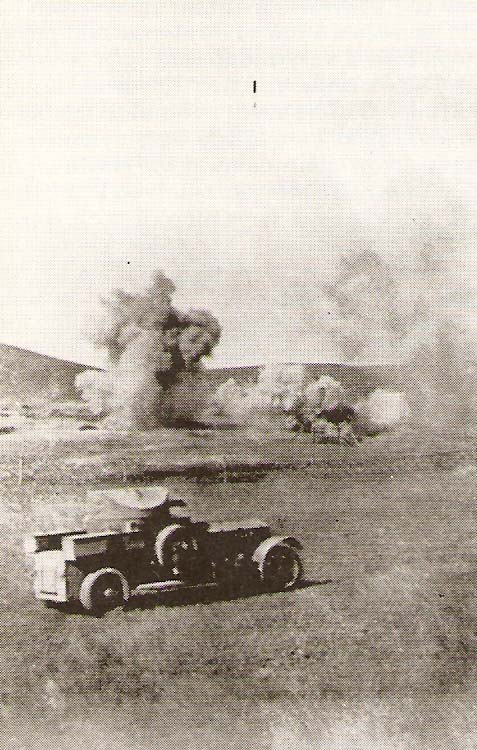
Британская бронированная машина в бою. 1918 г.

Поражения в боях против Кавказской исламской армии, острый продовольственный кризис в Баку и недовольство политикой Бакинской коммуны привели к смене власти в городе. Правительство бакинских комиссаров было не в состоянии самостоятельно переломить ситуацию, а военного подкрепления из Советской России не поступало в необходимом объёме в связи со сложным положением на других фронтах. По словам американского историка профессора Фируза Каземзаде, к маю 1918 года Баку был «большевистским островом в антибольшевистском море». Население города составляло четыре неравные группы. Самая крупная из них — мусульмане (азербайджанцы) — не желала оборонять Баку от своих собратьев, наступавших на город вместе с турецкими войсками. Армяне, составлявшие вторую группу, были намерены оборонять город любой ценой из страха перед турками и азербайджанцами. Третьей группой были русские, не принадлежавшие к партии большевиков, — монархисты, меньшевики, кадеты и эсеры. Они боялись турок и симпатизировали Антанте. И наконец, самой незначительной по численности группой были большевики. Они собирались удерживать Баку как можно дольше, чтобы снабжать Советскую Россию нефтью, но отказывались принимать помощь англичан. Советская Россия, отрезанная от Закавказья фронтами гражданской войны, тем не менее, оказывала Бакинскому совнаркому некоторую военную помощь. 19 июля в Баку из Царицына прибыл хорошо вооружённый отряд Г. Петрова в составе эскадрона конницы, роты матросов, команды конных разведчиков (30-40 человек) и одной батареи шестиорудийного состава.
20 июля части Кавказской исламской армии выбили войска Бакинского совета из Шемахи, а спустя неделю подошли к Баку на расстояние 16 км. По мере успехов Кавказской исламской армии настроения в пользу приглашения английских войск усиливались. Оппоненты правительства — блок социалистов-революционеров, меньшевиков и дашнаков — на чрезвычайном заседании Бакинского совета 25 июля предложили резолюцию «О приглашении в Баку англичан и образовании власти из представителей всех социалистических партий», которая была принята большинством голосов — 259 голосов правых социалистов-революционеров, социал-демократов (меньшевиков) и дашнаков против 236 голосов социал-демократов (большевиков). Одновременно около 3 тыс. солдат армянской национальности отказались выступить на фронт, а временно командовавший частями Красной армии в Баку Аветисов потребовал от Баксовета незамедлительно начать переговоры с турецким командованием/
Из телеграммы Шаумяна Ленину от 27 июля:
Положение на фронте ухудшается с каждым днём.. В шемахинском направлении наши войска отступили до Баку и переформировываются по линии железной дороги. Войска, угрожаемые с севера на пирсагатском направлении с юга, со стороны Сальян, отступили до ст. Алят. Положение крайне серьёзное… После принятия резолюции атмосфера в городе крайне напряжённая. Запахло гражданской войной. Английская помощь под большим сомнением, но резолюция за их приглашение окончательно деморализовала армию и дезорганизовала тыл, увеличив опасность сдачи города. Чтобы спасти Баку для России, необходима скорая помощь войсками из России. Настоятельно прошу принять все меры для немедленной переброски регулярных воинских частей. Против нас воюют регулярные турецкие войска, имеются германские инструктора.

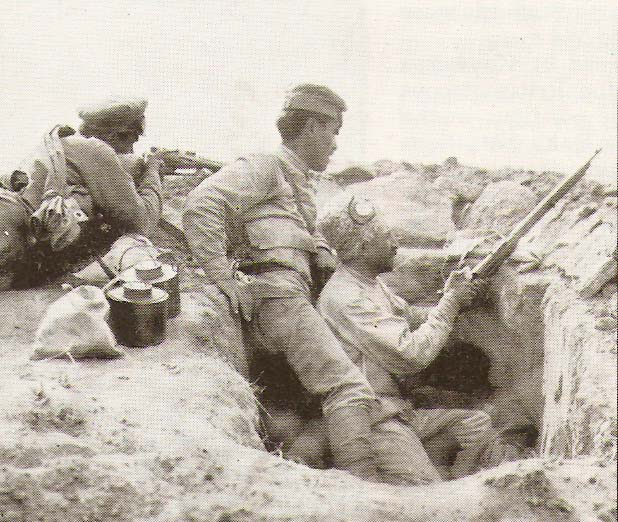
Армянские солдаты на позициях. 1918 г.

В эти дни в Баку морским путём из Астрахани прибыл большой транспорт с оружием и боеприпасами, в том числе 3 броневика, 80 орудий, 160 пулемётов, 10 тысяч ружей и 200 тысяч патронов. Однако фронт быстро приближался к Баку. 29 июля советские войска вынуждены были отойти в район Баладжары. 30 июля 1918 года Бичерахов, осознав бесперспективность военных действий против азербайджано-турецких сил, ушёл со своим отрядом в Дагестан.
Большевики отказались от участия в коалиции и на экстренном заседании Бакинский Совнарком 31 июля заявил о сложении своих полномочий и принял решение эвакуировать военные силы и государственное имущество Советской России на пароходы, считая что сдача Баку уже неизбежна и не желая мешать населению в испробовании последнего средства — желания сдаться на милость победителя.
Власть в Баку с 1 августа 1918 года перешла в руки нового правительства — Временной диктатуры Центрокаспия и Президиума Временного исполнительного Совета рабочих и солдатских депутатов, сформированного на базе блока правых социалистов-революционеров, социал-демократов (меньшевиков) и дашнаков (армян).
Большевистское руководство Баксовета в новой ситуации сочло для себя опасным оставаться в Баку. 31 июля комиссары вместе с большевистскими вооружёнными отрядами и имевшимся в их распоряжении вооружением погрузились на пароходы, чтобы выехать в Астрахань, которая находилась в руках большевиков. Однако вечером того же дня по приказу правительства Диктатуры Центрокаспия отчалившие пароходы были задержаны и возвращены в бухту, а Шаумян — арестован, но вскоре во избежание столкновений с большевиками отпущен. Диктатура Центрокаспия назначила военным министром генерала Якова Багратуни, а командующим войсками — генерала Г. Докучаева.
Однако новая власть в Баку также была не в силах остановить Кавказскую исламскую армию — деморализованные войска продолжали отступать к Баку. Начальник штаба полковник Аветисов выступил за немедленную капитуляцию. Армянский национальный совет собирался капитулировать, однако под давлением Диктатуры Центрокаспия отказался от этого намерения, в надежде на прибытие британских войск.

## Прибытие британских войск

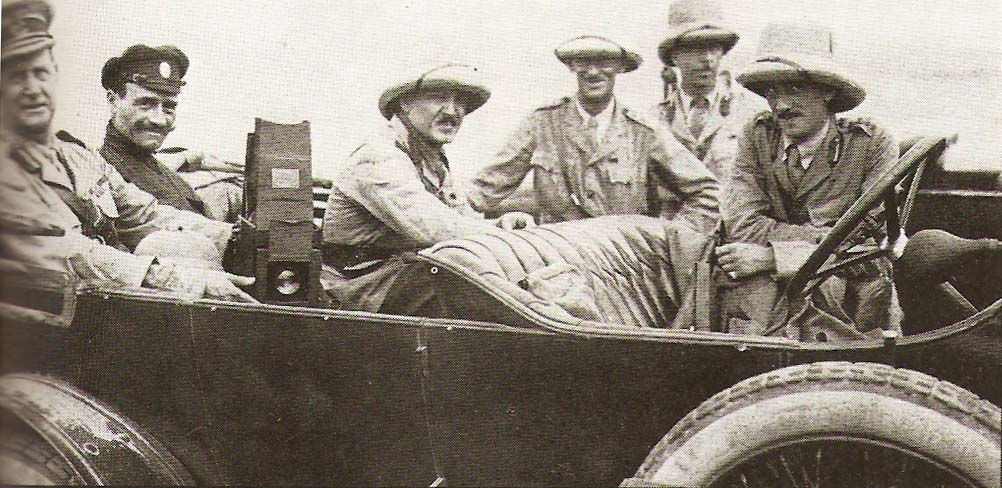
Генерал-майор Л. Денстервиль (крайний слева) с офицерами Денстерфорс. 1918 г.

Выход России из Первой мировой войны создал для Антанты большие проблемы. Британские власти очень беспокоила возможность установления германского или турецкого контроля над нефтяными месторождениями в Баку и дальнейшего продвижения войск противника в Среднюю Азию, что создало бы угрозу британским владениям в Индии и сопредельных странах. Поэтому было принято решение направить в Тифлис отряд во главе с генерал-майором Лионелем Денстервилем с целью оказания местным властям помощи в организации отпора турецким и германским войскам. Однако после того, как германские войска прибыли в Тифлис, британские планы изменились — теперь для них основной задачей стало установление контроля над Баку.
В январе 1918 года Денстервиль прибыл в занятый британскими войсками Багдад, где начал формирование отряда, который получил название Денстерфорс («Силы Денстервиля»). В состав отряда вошли специально отобранные и проверенные в боях солдаты и офицеры, в основном из британских доминионов Австралии, Канады, Новой Зеландии, Южной Африки, а также британских индийских владений. В середине февраля 1918 года отряд прибыл в персидский город Энзели. Однако этот город в то время контролировался мятежниками, которые не захотели принять британцев. Отряд был вынужден перебраться в другой персидский город — Хамадан, а затем обосновался в Казвине. Получив приглашение от руководства Диктатуры Центрокаспия, обратившегося к нему за помощью в обороне Баку посредством командирования одного из членов Армянского национального совета присяжного поверенного С. А. Тер-Газарова, Денстервиль двинулся на Баку.
Общая численность отряда Денстервиля составила около 1000 человек, усиленных броневиками «Остин» и двумя аэропланами Martinsyde G.100. 4 августа в Баку прибыла первая группа британских войск под командованием полковника Стокса. Отряд Денстервиля прибыл в Баку 17 августа на пароходе «Президент Крюгер».
В тот же день бакинские комиссары предприняли ещё одну попытку отъезда в Астрахань. Однако вышедшие из Баку семнадцать (по данным Денстервиля, тринадцать) пароходов с красноармейцами, вооружением и военным снаряжением были окружены около острова Жилого военной флотилией «Диктатуры Центрокаспия» и насильно возвращены в военный порт, где большевистские части были разоружены, а позднее на этих же судах отправлены в Астрахань. Правительство Диктатуры Центрокаспия было не в состоянии содержать в тюрьмах такое большое число большевиков, но также и не хотело их присутствия в городе. Суда были разгружены на причале у арсенала; по словам Денстервиля, среди грузов оказалось не только военное снаряжение, но и большое количество ценных предметов домашнего обихода, что по мнению Денстервиля свидетельствовало о том, что утверждения большевиков о необходимости вывоза военного снаряжения, пригодного лишь для военных целей, были всего лишь прикрытием для грабежа города. Бакинские комиссары и другие большевистские активисты во главе с Шаумяном были арестованы и заключены в тюрьму. Диктатура Центрокаспия решила предать их военно-полевому суду за дезертирство. Конференция заводских комитетов приняла резолюцию о поддержке Диктатуры Центрокаспия, объявив комиссаров «предателями и врагами народа», которые в трудный момент оставили фронт, пытаясь увезти с собой оружие, военное снаряжение и продовольствие, необходимые для обороны. По словам Каземзаде, в конце лета 1918 года бакинский пролетариат, судя по всему, действительно отвернулся от большевиков.

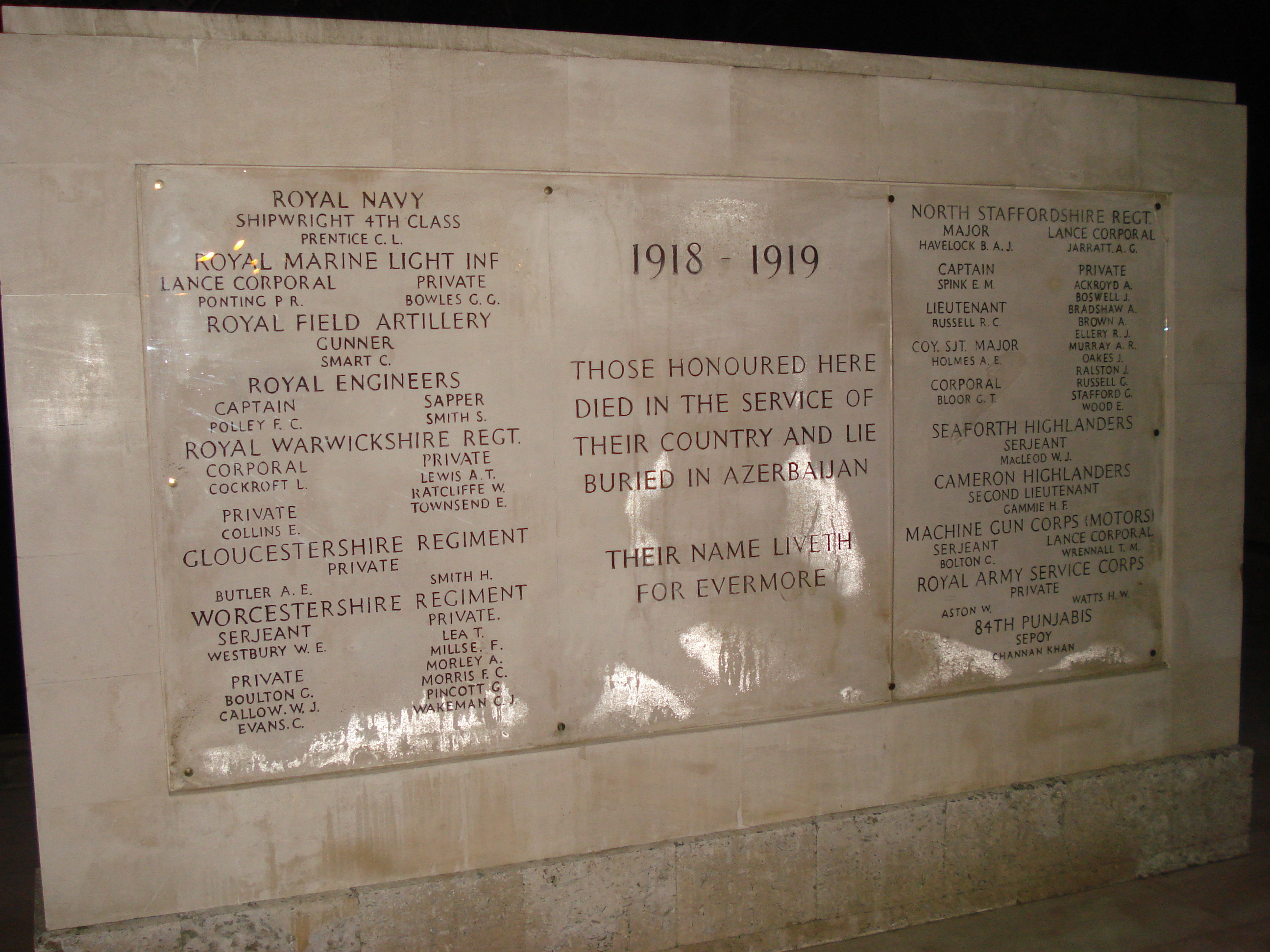
Баку. Мемориал памяти британских солдат, погибших в боях за город.

Денстервиль поднял на своём корабле флаг Российской империи, однако к нему сразу пришли представители местного революционного комитета, чтобы выяснить, не является ли он контрреволюционером. Денстервиль ответил, что он не является контрреволюционером, однако он также и не революционер, и поэтому не поднимет красный флаг. В качестве компромисса стороны сошлись на том, что на корабле будет поднят перевёрнутый российский флаг. Судя по всему, местные революционеры не знали, что перевёрнутый российский флаг будет флагом Сербии, и таким образом в течение всего пребывания в Баку на главном корабле британцев развевался сербский флаг.
В связи с малочисленностью британского контингента Денстервиль полагал, что его основная роль должна заключаться в повышении боевого духа войск, оборонявших Баку. По свидетельству Сурена Шаумяна, англичане, чтобы поднять настроение своих сторонников в Баку, пошли на хитрость. Они пустили маршировать по городу роту солдат, которые проходили неоднократно по одним и тем же улицам, чтобы создать видимость прибытия крупных сил. Денстервиль заявил представителю армянского комитета, что англичане не в состоянии нести единоличную ответственность за оборону города, поскольку вынуждены держать войска и на других фронтах, и что удалённость от Багдада, при отсутствии железнодорожного сообщения, затрудняет снабжение британских войск. Местное руководство, со своей стороны, ожидало прибытия крупных британских сил, способных взять на себя оборону города, и было крайне разочаровано малочисленностью британского контингента. В то же время Денстервиль был неприятно поражён полной небоеспособностью войск Диктатуры Центрокаспия, которые состояли по большей части из армян. Дисциплина практически отсутствовала, приказы командиров не выполнялись, и подразделения самовольно оставляли позиции, когда им этого хотелось, забирая с собой оружие. Денстервиль описывает в своём дневнике случай, когда, получив приказ идти на фронт, в полку провели митинг, чтобы решить, выполнять его или нет. 70 % солдат проголосовали за то, чтобы не выполнять, а тогда оставшиеся 30 %, которые хотели идти на фронт, открыли по ним огонь. Пули летали вокруг одного из английских броневиков, командир экипажа которого связался с командующим и сказал: «Если они не прекратят стрельбу, я открою огонь по ним по всем». На что командующий ответил: «Пожалуйста, сделай это».

## Штурм Баку

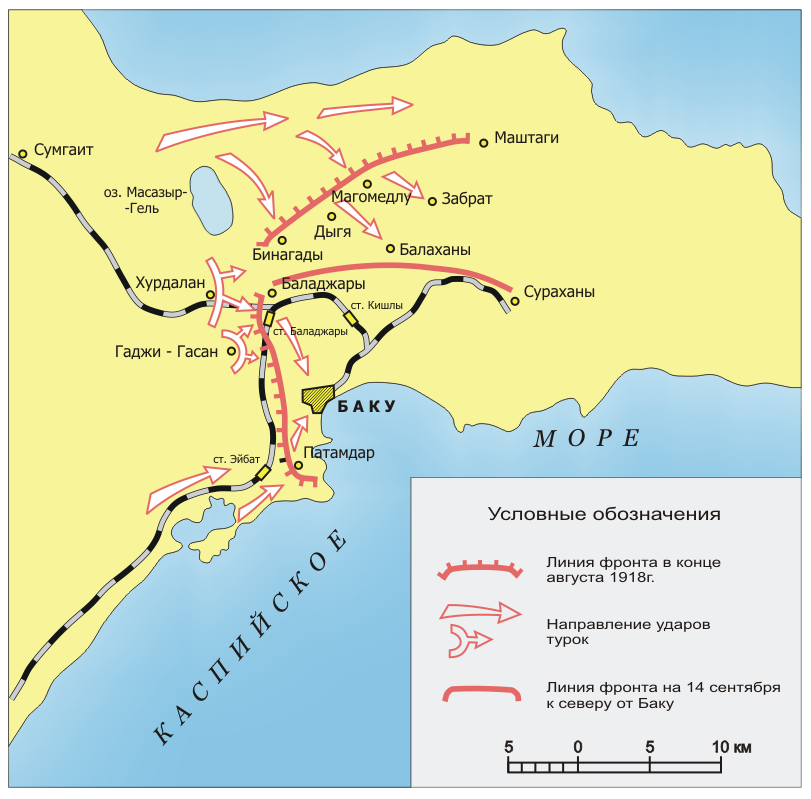
Осада и взятие г. Баку в 1918 г.

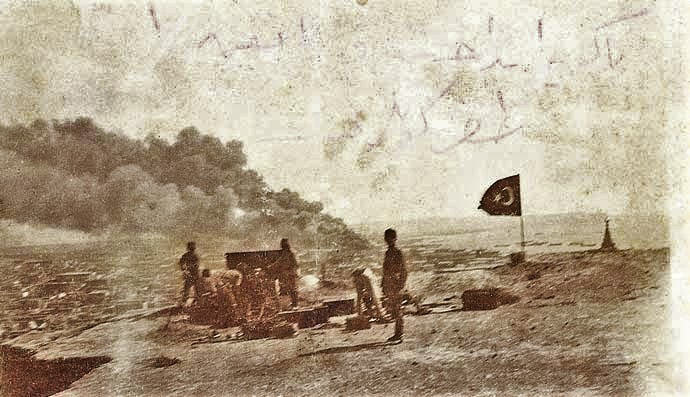
Турецкая артиллерия на высотах около Баку.

Турецко-азербайджанские войска тем временем вплотную подошли к Баку. Из сообщения штаба войск Диктатуры Центрокаспия от 6 августа:
4 августа после пятидневного упорного боя наши войска отошли на последний гребень возвышения, лежащего за г. Баку. 5 августа с рассветом, овладев высотой Патамдар, турки стали спускаться к Биби-Эйбату и постепенно его занимать. Другая их колонна подошла к Биби-Эйбату со стороны сел. Шихово. На окраине Биби-Эйбата завязался горячий бой, который окончился отходом наших войск на гребень, окружающий Биби-Эйбат с севера и востока, и к Баилову, то есть к окраине города…
В городе началась паника. Правительство Диктатуры Центрокаспия оказалось бессильным организовать какое-либо сопротивление наступлению турецких войск. По свидетельству Сурена Шаумяна, общая численность ещё находившихся в Баку советских войск не превышала трёх тысяч человек. Силами отряда Петрова большевикам удалось организовать при поддержке артиллерии мощную контратаку. В результате тяжёлых боёв турецкие части, неся потери, вынуждены были оставить занимаемые позиции. Из воспоминаний начальника штаба 5-й Кавказской дивизии подполковника Рюштю-бея:
Противник под прикрытием усиленного артиллерийского, пулемётного и ружейного огня перешёл в контратаку и вынудил части 10-го и 13-го полков к отступлению… Потери были значительные. Если бы противник продолжал преследовать отступающие части, то, вероятно, подвергся бы опасности и участок Эйбат-Баладжары. Таким образом, наступление 5 августа 1918 г. северной группы было отбито противником.
По данным Рюштю-бея в течение этого дня турецкие части потеряли убитыми 148 человек, среди них 9 офицеров, ранеными 463 человека, среди них 19 офицеров. Кроме того, было потеряно и выведено из строя значительное количество стрелкового вооружения. 15-16 августа сражения в районе Биби-Эйбата, Патамдара и Волчьих ворот приняли затяжной характер. 26 августа Кавказская исламская армия атаковала позиции англичан у грязевого вулкана. Англичане четырежды отразили атаки, но, не получив помощи от армянских подразделений, вынуждены были отойти. По словам Денстервиля, это была очень решительная атака, и если бы эти позиции занимали силы Центрокаспия, город был бы взят. По данным Денстервиля, в этом бою погибло 3 офицера и 70 британских солдат. В тот же день турецкие войска выдвинулись из Новханы и атаковали высоту к востоку от Бинагади. Англичане отправили туда из Дигяха своё подразделение, однако, прибыв в Бинагади, те обнаружили, что армянские солдаты бежали со своих позиций. Англичанам удалось отразить атаку, потеряв 10 человек, но 31 августа они были вынуждены с боями оставить Бинагади. По данным военно-исторического управления генерального штаба Турции, за август турецкие части потеряли только убитыми 1130 человек, в том числе 30 офицеров.

Мемориал памяти турецких солдат в Баку, погибших в боях за город

Возмущённый дезертирством войск Диктатуры Центрокаспия, в то время как англичане гибли, обороняя город, Денстервиль направил гневное письмо Докучаеву. Тот пригласил английского генерала на военный совет, где Денстервиль заявил, что, поскольку никто кроме англичан не воюет, дальнейшее сопротивление бесполезно, поэтому англичане покидают город, а диктаторам будет лучше обсудить с турками условия сдачи города. Но руководство Диктатуры Центрокаспия запретило англичанам покидать город, угрожая открыть по их кораблям артиллерийский огонь. Тем временем командование Кавказской исламской армии вело подготовку к решающему штурму. 8 сентября на бакинский фронт прибыли части 15-й Чанахгалинской дивизии в составе 5541 рядовых и 191 офицера. 10 сентября в расположение войск, для руководства наступлением, прибыл генерал-лейтенант Нури-паша. Основной удар должна была наносить 5-я Кавказская дивизия Мурсал-паши, в состав которой входили 9-й, 10-й, 13-й Кавказские пехотные полки, 56-й пехотный полк, артиллерийский полк и вспомогательные части. В состав 15-й дивизии полковника Сулейман Иззет-бея входили 38-й пехотный полк, 106-й Кавказский полк, дивизион артиллерии и вспомогательные части. В состав этой группировки войск вошли также Татарский (подполковник Нух-бек Софиев) и Лезгинский (подполковник Хосров Мирза Каджар) конные полки бывшего Отдельного Азербайджанского корпуса. В состав Южной группы войск полковника Джамиль Джахид-бея вошёл 4-й стрелковый полк и три конные сотни того же корпуса. По данным Лудшувейта, турецкое командование сосредоточило на подступах к Баку группировку сил 5-й и 15-й дивизий неполного состава, общей численностью 10 тысяч штыков при 40 орудиях.

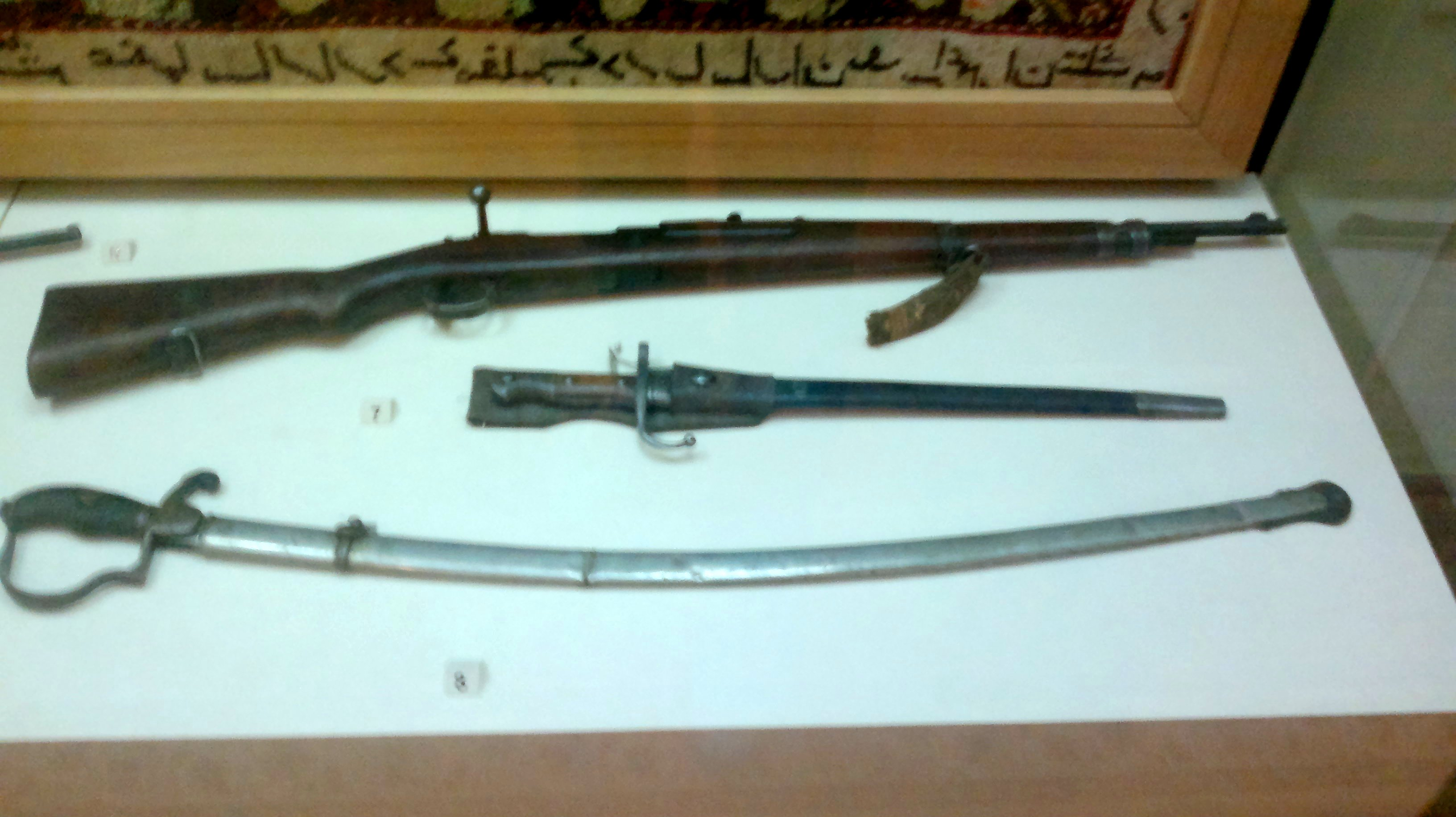
Оружие Кавказской исламской армии: сабля оттоманского кавалериста и ружьё Маузер со штыком, обнаруженное у «Волчьих ворот». Хранятся в Музее истории Азербайджана в Баку

Спустя несколько дней арабский солдат, дезертировавший из турецкой армии, сообщил, что 14 сентября Кавказская исламская армия начнёт штурм города. Англичане мобилизовали на позиции всех, кого могли, но они не знали, с какого направления будет наступление. На рассвете 14 сентября турецкая артиллерия начала обстрел оборонительных позиций со всех направлений. Турецкие войска прорвали оборону города у Волчьих ворот и заняли высоты над городом. Попытки англичан остановить их не увенчались успехом. Увидев, что турки прорвали его последний рубеж обороны, Денстервиль решил, что дальнейшее сопротивление бессмысленно, и приказал своим кораблям готовиться к отплытию. Воспользовавшись затишьем, английские войска под покровом темноты погрузились на корабли и в 11 часов вечера вышли в море. Заметившие их корабли Диктатуры открыли огонь, но британцам удалось уйти. Вскоре правительство Диктатуры Центрокаспия также бежало из города. Остававшимся на свободе лидерам большевиков удалось добиться освобождения находившихся в тюрьме бакинских комиссаров, которые вышли в море на пароходе «Туркмен». Вначале судно взяло курс на контролируемую большевиками Астрахань, но в связи с недостатком топлива направилось в Красноводск, где комиссары были арестованы местными эсерами, видевшими в них источник угрозы распространения большевизма в регионе, и расстреляны.
15 сентября 1918 года в Баку вошли части Кавказской исламской армии. В плен были взяты 36 офицеров (17 армян, 9 русских и 10 грузин) и 1651 солдат (1151 армянин, 383 русских, 4 англичанина и 113 человек других национальностей). Подразделения Кавказской исламской армии, в свою очередь, также понесли ощутимые потери. Только одна 15-я пехотная дивизия за два дня боёв 14-15 сентября потеряла убитыми 84 солдата, 347 солдат и 11 офицеров ранеными, 73 без вести пропавшими. Взятие города сопровождалось массовыми убийствами армян, в ответ на массовые убийства мусульман в Баку, совершённые войсками Бакинской коммуны и вооружёнными отрядами армянской партии «Дашнакцутюн» в марте 1918 года. 16 сентября в предместье города состоялся парад частей 5-й Кавказской и 15-й пехотной дивизий. Парад принимал командующий группой армий «Восток» Халил-паша.

## Последствия

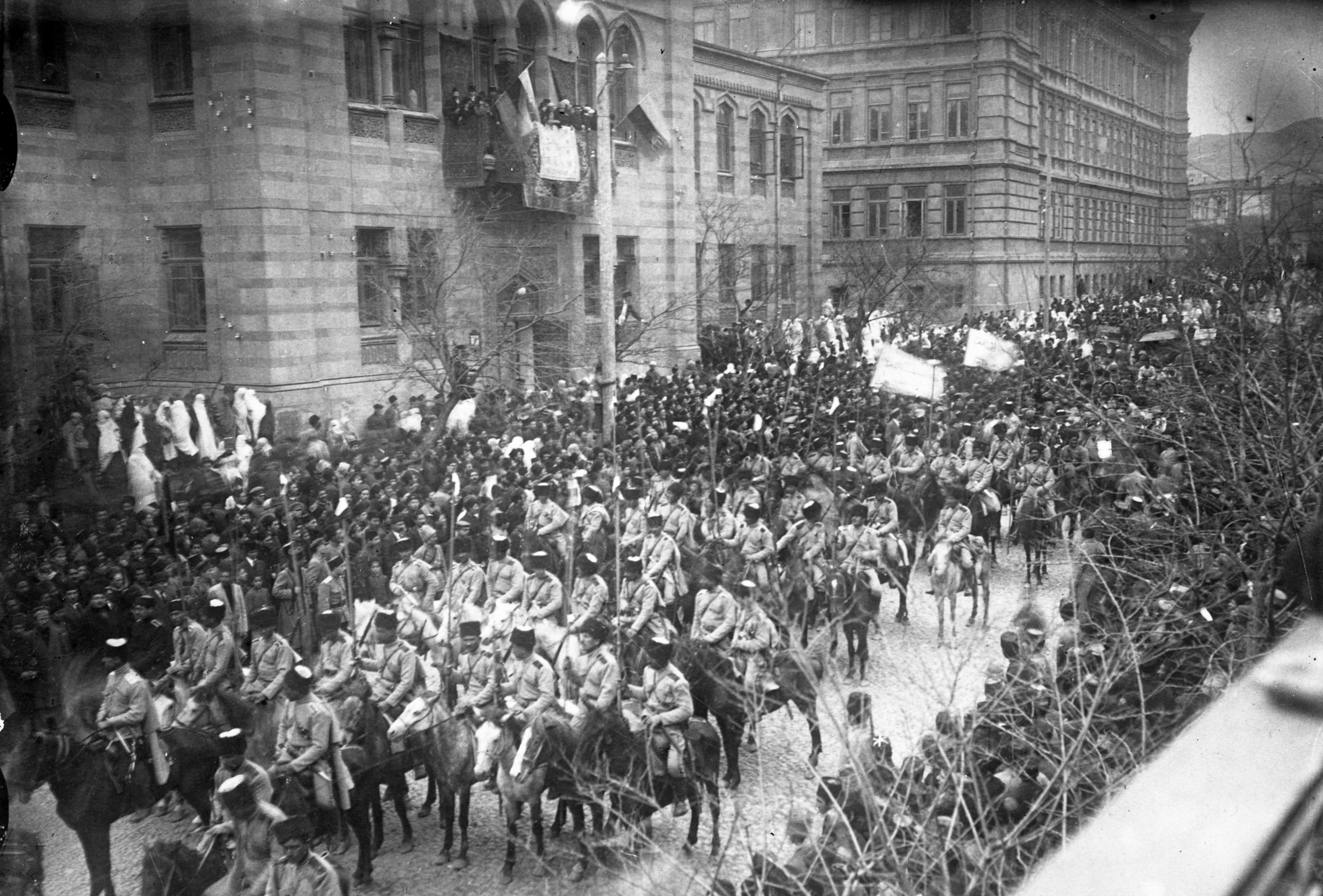
Военный парад в первую годовщину Азербайджанской Республики

Главным итогом битвы за Баку стало установление правительством АДР контроля над большей частью территории страны. Баку стал столицей нового государства, и 17 сентября 1918 года в город переехало из Гянджи правительство страны.
Подразделение Денстерфорс было распущено 22 сентября 1918 года, его личный состав был включён в состав британских подразделений, дислоцировавшихся на севере Персии, а сам Денстервиль направлен служить обратно в Индию.
Потеря Баку стала чувствительным ударом как для большевиков, лишившихся своей единственной опорной базы в Закавказье и источника поставок нефти, так и для англичан, не желавших усиления влияния Османской империи в регионе. Однако успех Османской империи оказался недолговечен. Турецкая армия была вскоре вынуждена покинуть регион, в соответствии с условиями Мудросского перемирия, заключённого 30 октября 1918 года после поражения Османской империи в первой мировой войне. 17 ноября 1918 года, после эвакуации турецких войск, город вновь перешёл под контроль английских войск, которые оставались там до августа 1919 года, однако британское правительство признало правительство АДР единственной законной властью в Азербайджане.
В середине апреля 1920 года части 11-й Армии РККА, разбив остатки войск Деникина, подошли к северным границам Азербайджана. 27 апреля советские войска перешли азербайджанскую границу и, не встретив сопротивления, 28 апреля вошли в Баку. АДР прекратила существование, и была создана Азербайджанская Советская Социалистическая Республика.

## Празднование 100-летия
15 сентября 2018 года в Баку состоялся военный парад в честь 100-й годовщины освобождения города Кавказской исламской армией. В параде приняли участие президент Азербайджана Ильхам Алиев и президент Турции Реджеп Тайип Эрдоган. По площади Свободы торжественным маршем прошли парадные расчёты офицеров Бакинского гарнизона, Сил специального назначения, морской пехоты, Службы государственной безопасности, Государственной пограничной службы, Национальной гвардии Особой службы государственной охраны, а также подразделений ВС Турции.

Галерея
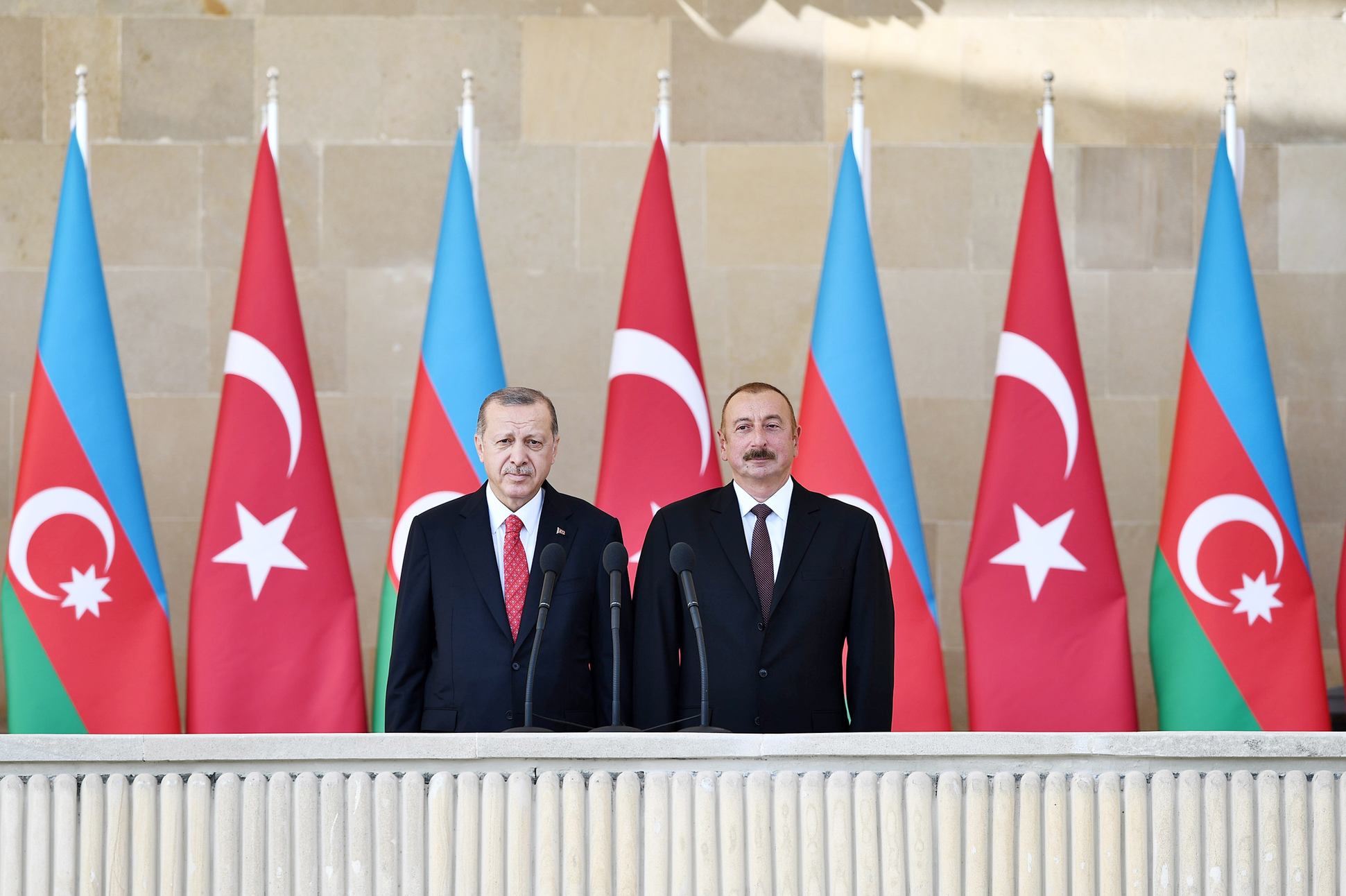
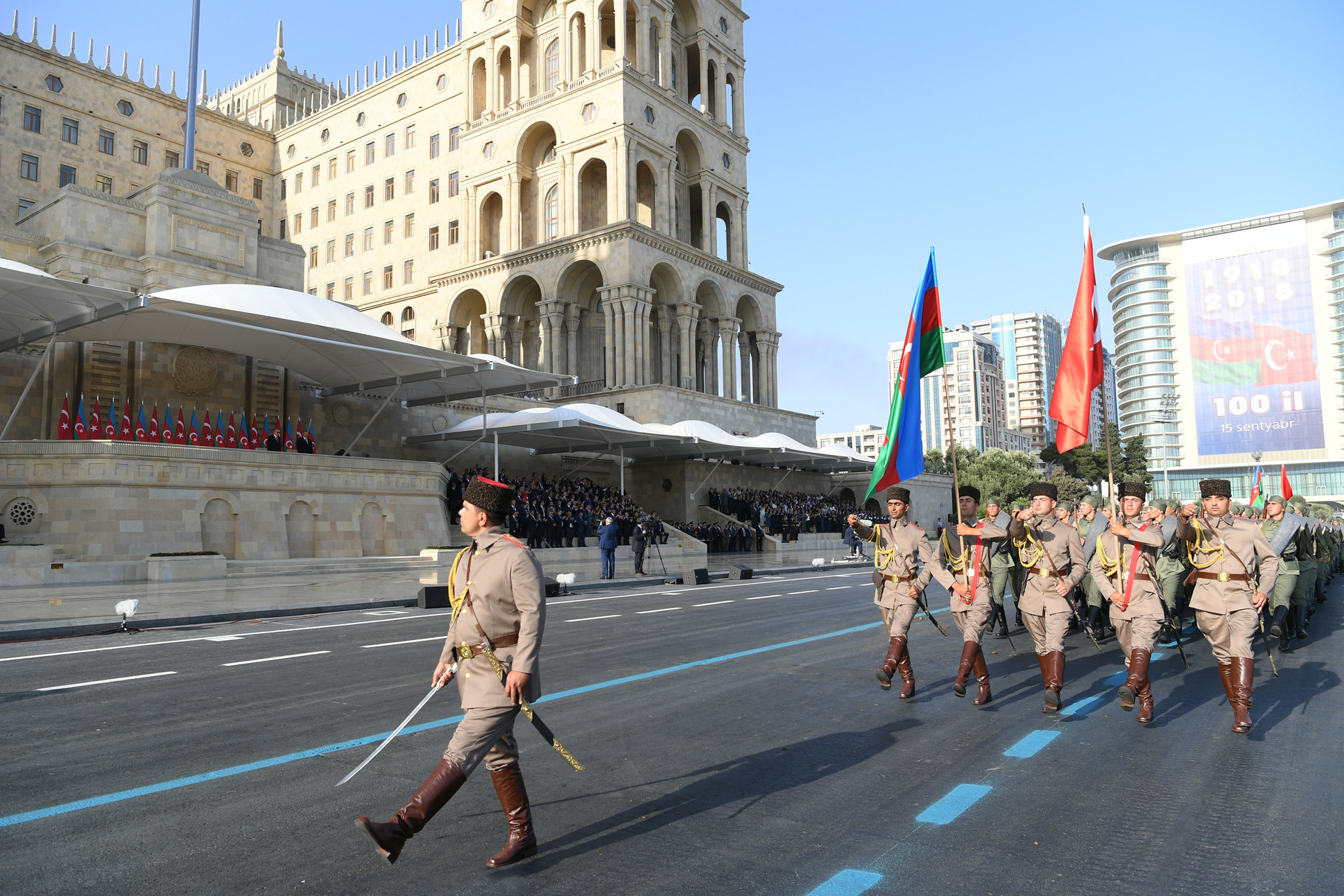
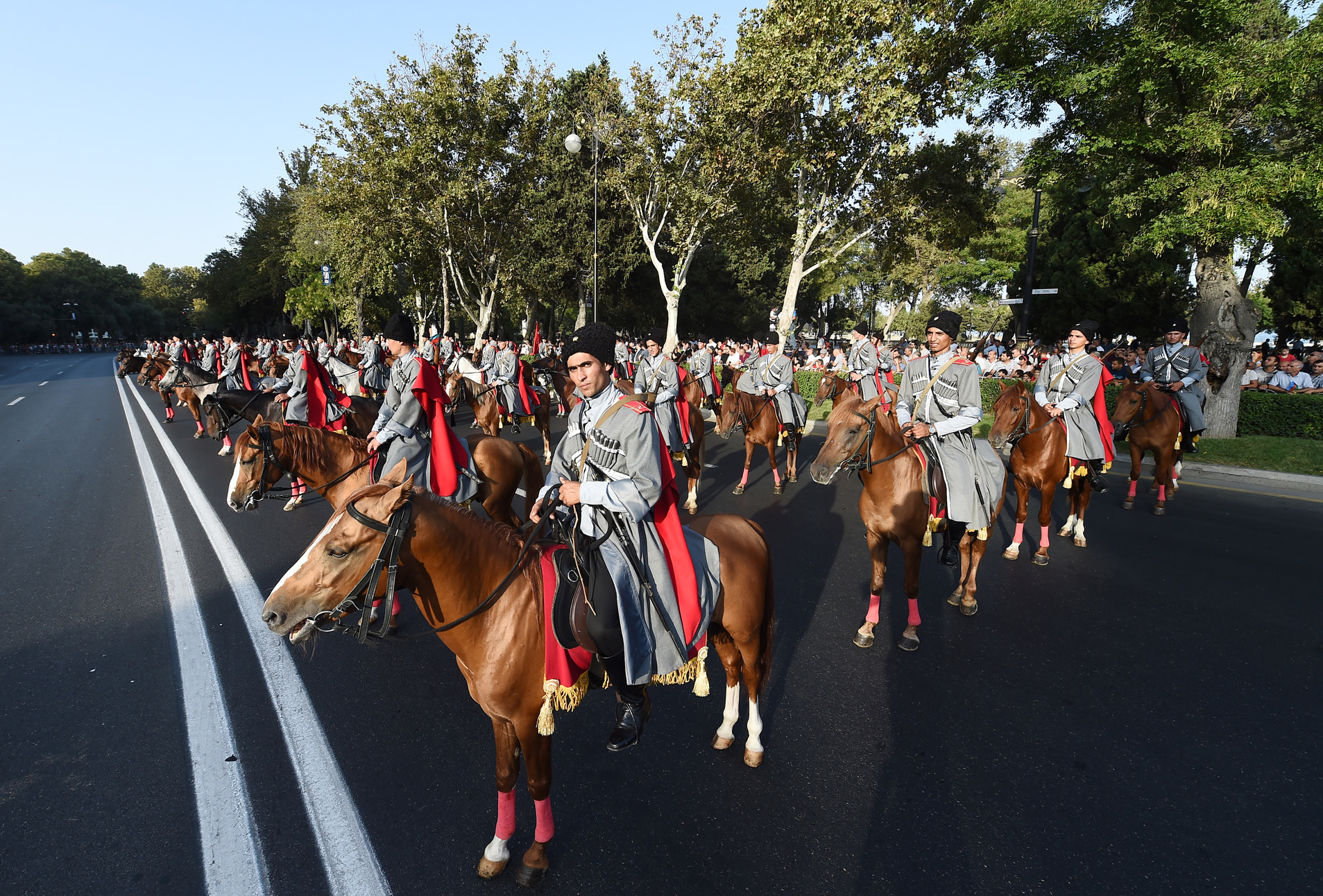
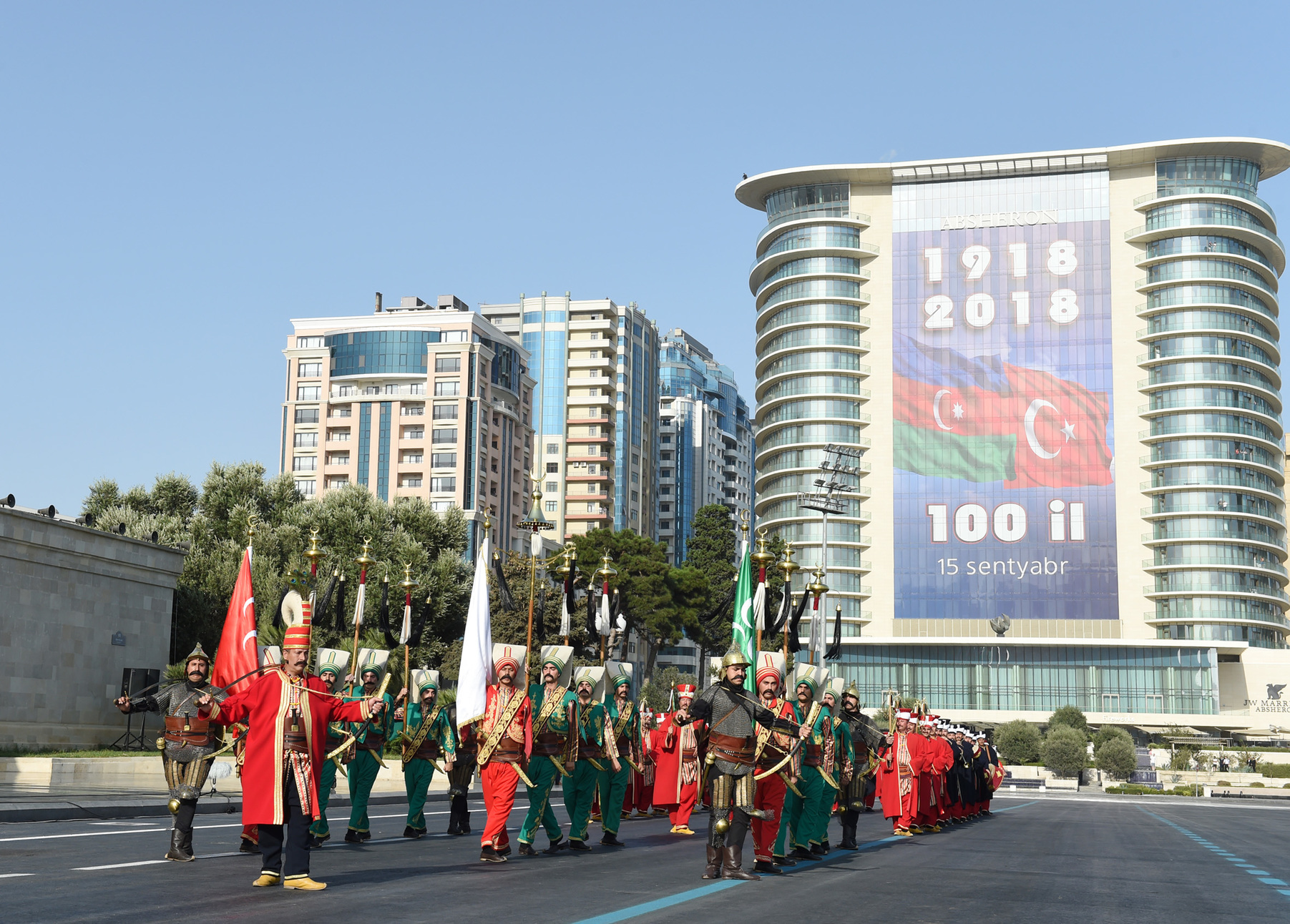